# سیلور لیک (مینه‌سوتا)
سیلور لیک، مینه‌سوتا (به انگلیسی: Silver Lake, Minnesota) یک شهر در ایالات متحده آمریکا است که در شهرستان مک‌لئود، مینه‌سوتا واقع شده‌است.

## خصوصیات
سیلور لیک ۰٫۹۸ کیلومترمربع مساحت و ۸۳۷ نفر جمعیت دارد و ۳۲۴ متر بالاتر از سطح دریا واقع شده‌است.